# Fryderyk de Lippa
Fryderyk de Lippa (ur. 5 maja 1808 w Żorach, zm. 25 maja 1871 w Częstochowie) – polski nauczyciel pochodzenia pruskiego, dyrektor szkół w Kielcach i Częstochowie, działacz społeczny związany z Częstochową.

## Życiorys
Był synem Fryderyka de Lippe i Franciszki z Żarskich, Żaryskich lub Załuskich. De Lippa był wyznania katolickiego. W 1857 r. został uwzględniony w spisie szlachty wylegitymowanej zamieszkałej w Częstochowie. Dr Andrzej Kuśnierczyk, dokumentalista z Muzeum Częstochowskiego w jednym z wpisów na forum Towarzystwa Genealogicznego Ziemi Częstochowskiej sugeruje, że Lippa naprawdę był mieszczaninem, a szlachectwo uzyskał za lojalność wobec władz.
Fryderyk de Lippa ukończył Gimnazjum w Gliwicach. Następnie studiował filologię na Königliche Universität Breslau. Według innych źródeł kształcił się w prywatnej szkole w Warszawie. Swoją karierę pedagogiczną rozpoczął jako nauczyciel prywatny j. niemieckiego w Królestwie Polskim. W 1839 r. był nauczycielem w Szkołach Gubernialnych w Kielcach. Gimnazjum Gubernialne w Kielcach zlikwidowano w 1840 roku. Korzystając z tej luki, w 1841 roku de Lippa założył prywatną czteroklasową szkołę męską, którą prowadził do 1849 roku. Do 1843 r. była to jedyna szkoła kształcąca według programu gimnazjum w Kielcach. Placówka nie cieszyła się dużym powodzeniem, o czym świadczy fakt, że liczba jej uczniów nigdy nie przekroczyła 50 osób. Jednocześnie mgr Iwona Psykała przekonuje, że szkoła była ceniona przez społeczeństwo jak i przez władze za wysoki poziom dydaktyczny. Dodaje przy tym, że jej uczniami zostawali głównie synowie szlacheccy i pochodzący z bogatych rodzin bogatych mieszczanie. Pomimo że de Lippa był pochodzenia pruskiego, to na 48 jego wychowanków tylko 4 było ewangelikami. Równocześnie w latach 1845-46 de Lippa wykładał w kieleckiej Wyższej Szkole Realnej. W 1849 r. przeprowadził się do Częstochowy, gdzie otworzył prywatną szkołę pod nazwą Instytut Naukowy Wyższy Męski Fryderyka de Lippa. Placówka kształciła według programów rządowych, miała też klasę przedwstępną. Szkoła istniała do 1870 roku.
Zmarł 25 maja 1871 roku. Został pochowany na nieistniejącym już Cmentarzu przy ul. Ogrodowej. Na jego nagrobku widniała inskrypcja: Fryderyk Lippa, b. Sędzia pokoju okręgu częstoch., b. opiekun szpitala Panny Marji, 32 letni wychowawca młodzieży - zmarł 1871 r.. W 1911 r. Goniec Częstochowski wymienił go wśród 92 zasłużonych osób, pochowanych na cmentarzu, który właśnie był likwidowany.
Za swoją działalność na polu edukacji w 1861 r. został odznaczony rosyjskim Orderem św. Stanisława III klasy.

## Działalność społeczna
Wraz z Julianem Kalinką organizował w Częstochowie plenerowe imprezy dobroczynne. W 1851 r. został wybrany zastępcą przewodniczącego Rady Nadzorczej Kasy Oszczędności Miasta Częstochowy. Według innych źródeł począwszy od 1851 r. był pierwszym, wieloletnim Prezydującym tejże Rady Nadzorczej. Od II połowy lat 50. XIX wieku kierował Radą Szczegółową Miejskiego Szpitala Najświętszej Maryi Panny. 1 października 1861 roku został wybrany w wyborach uzupełniających w Okręgu Częstochowskim na zastępcę w Radzie Powiatowej Powiatu Wieluńskiego. Należał do komitetu, który w listopadzie 1863 r. wybrał członków dozoru odnowienia Kościoła św. Zygmunta. Ponadto pełnił funkcję sędziego pokoju Okręgu Częstochowskiego.
W 1866 r. stanął na czele grupy obywateli, którzy starali się o przekształcenie Szkoły Powiatowej Specjalnej w Gimnazjum w Częstochowie. Szkołę otworzono w kolejnym roku jako progimnazjum, a de Lippa wraz ze swoimi uczniami wziął udział w jego otwarciu. Tradycje tej placówki kontynuuje współcześnie IV Liceum Ogólnokształcące im. Henryka Sienkiewicza w Częstochowie.

## Życie prywatne
9 lutego 1839 roku w parafii Wszystkich Świętych w Krakowie poślubił Józefatę (Józefę) Trzcińską z Krakowa. Para doczekała się ośmiorga dzieci: Andrzeja Ludwika (1839-1842); Józefy, zamężnej Schmitt (Schmidt) (1841-?); Leona Fryderyka (1842-1904); Łucji Franciszki, zamężnej Rygockiej (1844-?); Felicjana Piotra Ludwika (1845-1847); Marianny Heleny (zm. 1847), Michała Juliana Wacława (1850-1899) oraz Antoniego Romana (1854-1928). Ojcem chrzestnym Michała de Lippa była wspomniany wyżej doktor Julian Kalinka. Prawnukiem Fryderyka był Marcin Lippa (1938-2002), wioślarz, nauczyciel wychowania fizycznego, działacz sportowy, samorządowy i społeczny związany ze Zdzieszowicami.
De Lippa mieszkali w domu o numerze 46-47 w Częstochowie, której Fryderyk był właścicielem. W tym samym domu znajdował się prawdopodobnie internat dla uczniów Instytutu. Jako kandydat do Rady Powiatu Wieluńskiego, de Lippe powinien być właścicielem ziemskim.

## Pisownia nazwiska
Najstarszą spotykaną pisownią nazwiska jest de Lippe. Występuje ona m.in. w akcie ślubu z 1839 roku. On sam podpisywał się najczęściej jako de Lippa. Jego potomkowie z reguły rezygnują z przedimka 'de', nazywając się Lippa (por. nagrobek Leona Lippa na cmentarzu parafii MB Pocieszenia w Żyrardowie). Z kolei jego imię bywa zapisywane jako Frydrych